# Aly Cissokho
Aly Cissokho (* 15. September 1987 in Blois) ist ein französischer Fußballspieler.

## Karriere

### Verein
Cissokho begann seine Karriere in der Jugendabteilung von FC Gueugnon. Er spielte nur eine Saison als Profi bei Gueugnon und kam 22 Mal in der Ligue 2 zum Einsatz. 2008 wechselte er in die portugiesischen SuperLiga zu Vitória Setúbal, wo er auf Anhieb Stammspieler wurde. Am 22. August 2008 gab er sein Debüt in der SuperLiga beim 1:1-Unentschieden gegen Vitória Guimarães. Im Januar 2009 wechselte er für 300.000 Euro innerhalb der Liga zum FC Porto. Am 24. Januar 2009 gab er sein Debüt für Porto beim 2:0-Sieg gegen Sporting Braga. Wie auch bei seinen vorigen Stationen gelang es ihm auf Anhieb Stammspieler zu werden. Er überzeugte vor allem in den Champions-League-Spielen gegen Manchester United, bei denen er gegen Cristiano Ronaldo spielte und ihn fast völlig aus dem Spiel nahm. Am 14. Juni 2009 gab der AC Mailand bekannt, Cissokho für eine Ablösesumme von 15 Millionen Euro verpflichtet zu haben. Allerdings bestand der Spieler den medizinischen Test aufgrund von Zahnproblemen nicht, sodass der Wechsel nicht zustande kam.
Am 19. Juli 2009 wechselte Cissokho dann für 15 Millionen Euro vom FC Porto zum französischen Verein Olympique Lyon, wo er einen Vertrag bis zum 30. Juni 2014 erhielt, womit er nach nur einem Jahr in Portugal nach Frankreich zurückkehrte.
Mit Olympique Lyon verpasste er den französischen Meistertitel. Jedoch sorgte man international für Aufsehen, als man im Achtelfinale der UEFA Champions League 2009/10 den spanischen Top-Klub Real Madrid bezwang. Im Hinspiel in Lyon konnten Cissokho und Lyon den haushohen Favoriten aus Madrid mit 1:0 bezwingen. Im Rückspiel in Madrid konnte man ein 1:1 erreichen. In der Champions League drang man bis ins Halbfinale vor, wo man am deutschen Top-Klub FC Bayern München gescheitert war (0:1, 0:3). Cissokho war bis zum Halbfinale in jeder CL-Partie zum Einsatz gekommen.
Zur Saison 2012/13 wechselte Cissokho für sechs Millionen Euro zum spanischen Erstligisten FC Valencia, wo er einen Vierjahresvertrag unterschrieb.
Am 20. August 2013 wurde Cissokho für eine Spielzeit an den FC Liverpool verliehen.
Zur Saison 2014/15 blieb Cissokho in der Premier League und unterschrieb einen Vierjahresvertrag bei Aston Villa. Zur Saison 2015/16 wurde er an seinen alten Verein FC Porto ausgeliehen. Die Ausleihe sollte bis zum Ende der Saison gelten, wurde aber vorzeitig im Dezember mit seinem Rückruf nach England beendet, nachdem Aston Villa mit Rémi Garde einen neuen Trainer verpflichtet hatte.
Im Januar 2017 wurde Cissokho bis Saisonende an Olympiakos Piräus ausgeliehen. Zudem hat Olympiakos die Möglichkeit eine Kaufoption zu ziehen.
Im Sommer 2017 wechselte er zum türkischen Erstligisten Yeni Malatyaspor. Nach einer Saison für Yeni Malatyaspor verließ Cissokho den Verein und wechselte zum Ligakonkurrenten Antalyaspor. Für den Verein aus Antalya absolvierte er 26-Ligaspiele. Am 1. Juli 2020 kehrte er nach Frankreich zurück. Hier schloss er sich für ein Jahr dem AFC Blois. Im Juli 2021 zog es ihn nach Thailand, wo er einen Vertrag beim Zweitligaaufsteiger Lamphun Warriors FC in Lamphun unterschrieb. Am Ende der Saison feierte er mit dem Verein die Meisterschaft der zweiten Liga und den Aufstieg in die erste Liga. Nach 80 Ligaspielen wurde sein Vertrag im Sommer 2024 nicht verlängert. Im Juli 2024 nahm ihn der ebenfalls in der ersten Liga spielende Muangthong United unter Vertrag. Nach einer Spielzeit, in der er 21 Ligaspiele für Muangthong bestritt, kehrte er im Sommer 2025 zu seinem ehemaligen Verein Lamphun Warriors zurück.

### Nationalmannschaft
Anfang November 2009 berief ihn Nationaltrainer Domenech erstmals in den Kader der französischen A-Nationalelf für die beiden WM-Qualifikations-Entscheidungsspiele gegen Irland. Doch sein Debüt gab Cissokho erst am 11. August 2010 im Testspiel gegen Norwegen. Bei der 1:2-Auswärtsniederlage in Oslo stand er über die kompletten 90 Minuten auf dem Feld.

## Erfolge
FC Porto
- Portugiesischer Meister: 2008/09
- Portugiesischer Pokalsieger: 2008/09

Olympique Lyon
- Französischer Pokalsieger: 2011/12
- Französischer Supercupsieger: 2012

Olympiakos Piräus
- Griechischer Meister: 2017

Lamphun Warriors FC
- Thailändischer Zweitligameister: 2021/22  ▲

## Sonstiges
Aly Cissokho ist der Bruder von Issa Cissokho.